# 안달루시아주
안달루시아 광역자치주(스페인어: Andalucía, 영어: Andalusia)는 스페인 남부의 광역자치주이다. 스페인 광역자치주(autonomous communities of Spain)들 중 가장 인구가 많아 2016년 기준으로 8,388,107명이 거주하고 있다. 면적은 87,268 km2이며, 스페인에서 두 번째로 크기가 큰 자치 주이기도 하다. 주도는 세비야이다. 남쪽 지역에 위치하며 지중해를 끼고 있다. 서쪽으로는 포르투갈과 대서양에 맞닿기도 한다. 지중해와도 만나며 지브롤터 해협과 만난다.

## 역사

### 페니키아
타르테소스 문명이 발견된 곳으로 로마 초기 시대에 해당한다. 페니키아인은 안달루시아 해안가의 상당 부분을 식민화하였으며 기원전 1100년경 카티스 지방이 가장 주요한 식민 거점이었다.

### 카르타고인과 로마인
페니키아 식민 도시의 몰락과 함께 카르타고가 지중해 서쪽 지방에 절대적인 해상 권력을 몰고 들어왔다. 주요 무역상대국으로 떠오르면서 해안가를 따라 셈족 계통의 마을이 출현하게 되었다. 1, 2차 카르타고 전쟁 이후 카르타고는 안달루시아 전역과 스페인 전체로 그 영역을 확대하였다. 안달루시아는 로마와의 전쟁터가 되었다. 로마가 카르타고를 무찌르면서 안달루시아도 로마의 영향권 안으로 들어왔으며 베티카(Betica)라는 이름으로 개칭되었다.

### 반달족과 서고트족
반달족은 5세기 이후 이베리아 반도를 거쳐, 북아프리카에 반달 왕국을 세워, 이 지역에까지 세력을 떨쳤다. 반달 왕국의 멸망 이후, 서고트족이 들어왔고 이에 따라 서고트족이 세운 서고트 왕국의 영역이 되었으나, 일부 시기에는 동로마 제국의 지배를 받았다.

### 아랍과 무어인
안달루시아의 문화는 반천 년의 무슬림 문화에 많은 영향을 받았다. 코르도바는 서유럽과 세계를 통틀어 당대 가장 크고 화려한 도시의 영화를 누렸다. 무어인은 안달루시아에 대학을 설립하고 장학금 제도를 마련하는 한편 그들이 할 수 있는 범위 내에서는 최고의 문화적 업적을 이뤄내었다. 서구의 의학과 약학, 철학, 수학에 있어서도 유대인과 무어인의 연구는 지대한 영향을 끼쳤다.
건축에도 큰 영향을 끼쳐서 그라나다의 알함브라 궁전이라는 최고의 업적을 남겼다. 세비야를 비롯한 수많은 곳에 웅장한 건축물이 여전히 남아 있다. 콜럼버스의 함대가 출전한 항구도 남아 있다.

## 인구
| 연도        | 인구      | ±%     |
| ----------- | --------- | ------ |
| 1900        | 3,544,769 | —      |
| 1910        | 3,800,299 | +7.2%  |
| 1920        | 4,221,686 | +11.1% |
| 1930        | 4,627,148 | +9.6%  |
| 1940        | 5,255,120 | +13.6% |
| 1950        | 5,647,244 | +7.5%  |
| 1960        | 5,940,067 | +5.2%  |
| 1970        | 5,991,076 | +0.9%  |
| 1981        | 6,441,149 | +7.5%  |
| 1991        | 6,940,542 | +7.8%  |
| 2001        | 7,357,558 | +6.0%  |
| 2011        | 8,371,270 | +13.8% |
| 2017        | 8,409,657 | +0.5%  |
| Source: INE |           |        |

## 행정 구역
8개의 소자치도로 나뉜다.
- 그라나다도
- 말라가도
- 세비야도
- 알메리아도
- 우엘바도
- 카디스도
- 코르도바도
- 하엔도

## 언어
현재 아메리카 대륙에서 쓰이는 스페인어는 거의 안달루시아 방언에 기초하고 있다고 볼 수 있다. 카나리아 제도에서도 널리 쓰이며 세비야가 스페인의 신대륙 정복 주요 통로였기에 이런 현상이 나타나게 되었다고 볼 수 있다.

## 관광
스페인 남부 내륙 지방의 코로도바와 언덕가의 마을에는 아직 관광객의 발길이 닿지 않은 곳도 더러 있지만 해안 지방은 일 년 내내 관광객으로 붐빈다.

## 기타
안달루시아의 날이 2월 28일에 치러진다. 성공적인 선거를 기리기 위한 날로서 기려진다.

## 같이 보기
- 아줄레주